# Necrotaulius proximus
Necrotaulius proximus is een fossiele soort schietmot uit de familie Necrotauliidae.